# Суперкубок Сан-Марино з футболу 2003
Суперкубок Сан-Марино з футболу 2003 — 18-й розіграш турніру, який в той час мав назву Трофео Федерале. Переможцем вперше стала Пеннаросса.

## Учасники
- Чемпіонат Сан-Марино:
  - Чемпіон: Доманьяно
  - Срібний призер: Пеннаросса
  - Бронзовий призер: Лібертас
- Кубок Сан-Марино:
  - Півфіналіст: Віртус

## Півфінали
| Команда 1      | Рахунок | Команда 2 |
| -------------- | ------- | --------- |
| 9 вересня 2003 |         |           |
| Доманьяно      | -:+     | Віртус    |
| Пеннаросса     | 3:0     | Лібертас  |

## Фінал
| Команда 1     | Рахунок | Команда 2 |
| ------------- | ------- | --------- |
| 1 жовтня 2003 |         |           |
| Пеннаросса    | 3:1     | Віртус    |